# Castelo de Encinas de Esgueva

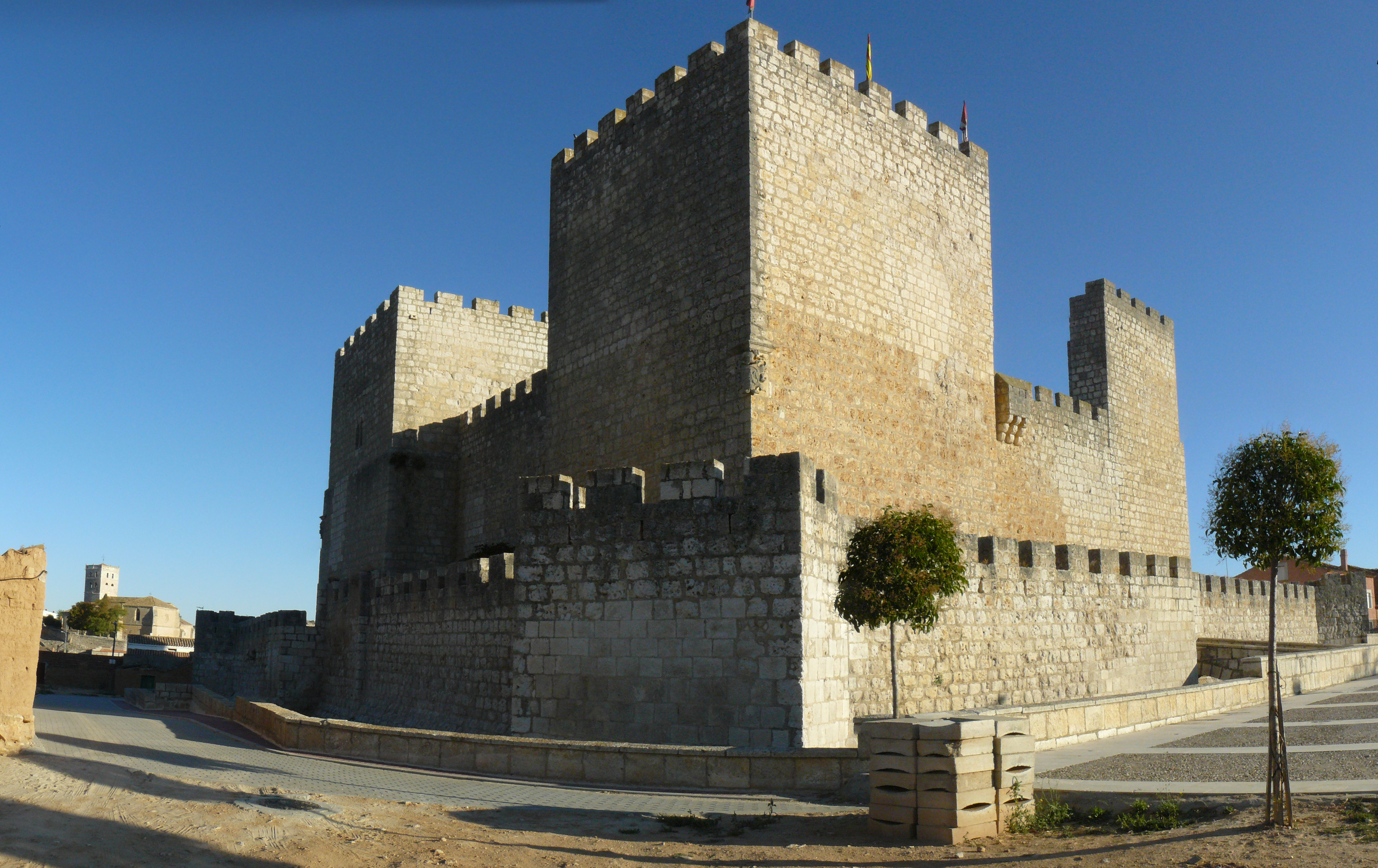
Castelo de Encinas de Esgueva localizado no municipio de Encinas de Esgueva

O Castelo de Encinas de Esgueva localiza-se no município de Encinas de Esgueva, província de Valladolid, na comunidade autónoma de Castela e Leão, na Espanha.
Integrava a linha defensiva do rio Esgueva, com a função de proteger o acesso ao vale.

## História
Pertenceu, originalmente, à Merindad del Cerrato. A sua construção iniciaou-se no século XIV, tendo sido seis senhores Alfonso Díez e Gonzalo Gutiérrez. O brasão de armas em seus muros é o dos Aguilar.
Em 1850, encontrava-se habitado e era de propriedade do marquês de Lorca.
Por volta de 1950 o seu proprietário, D. Cándido Moyano, vendeu-o ao Ministério da Agricultura, tendo sido utilizado pelo "Servicio Nacional del Trigo" como armazém desse cereal até à década de 1970.
Em 1994 foi cedido ao Ayuntamiento de Encinas. Actualmente encontra-se totalmente restaurado.